# Kis-My-Ftに逢えるde Show vol.3 at 国立代々木第一体育館 2011.2.12

## 概要
2010年12月から2011年2月まで行われたアリーナツアー「Kis-My-Ftに逢えるde Show vol.3」から、ツアー最終公演となる2011年2月12日開催の国立代々木第一体育館公演を収録。
同時発売されたDVD「Kis-My-Ft2 Debut Tour 2011 Everybody Go at 横浜アリーナ 2011.7.31」とセットになった初回生産限定盤、本作品のみの通常盤が発売されたが、2015年1月7日に本作品のBlu-ray盤も発売され、計3種類で発売。
今作収録の「FIRE BEAT」「Hair」及びMCの一部は、後に2ndベストアルバム「BEST of Kis-My-Ft2」通常盤特典映像「ファン投票 BEST of LIVE SETLIST」にも収録。

## 収録内容

### 本編映像
※カッコ内は原曲アーティスト（太文字を除く）。
1. FIRE BEAT[1]
2. Hair
3. Kis-My-Me-Mine
4. Kis-My-Calling![1]
5. テンション
6. Think u x.  - 藤ヶ谷太輔
7. Mashup（Exit / T song 1 〜 CAN TRY） - 千賀健永 / 玉森裕太
8. 雨
9. My Love
10. Smile
11. Daybreaker
12. Brand New Season
13. MC[2]
14. 祈り
15. No.1 Friend - 北山宏光・藤ヶ谷太輔
16. Ready?
17. 3D Girl
18. Home Party!!（滝沢秀明）- 横尾渉・宮田俊哉・二階堂高嗣
19. ROCK U - 北山宏光
20. Try Again
21. 千年のLove Song
22. WINNING RUN（光GENJI）

Encore
1. Kis-My-LAND
2. Kis-My-Calling!

Encore2
1. Good-bye, Thank you

Encore3
1. Kis-My-Calling!

### 特典映像
※Blu-rayのみ
1. 各会場メンバーMC集

## コンサート詳細
『Kis-My-Ftに逢えるde Show vol.3』（キスマイフットにあえるデ・ショー・ボリュームスリー）は、当時ジャニーズJr.だったKis-My-Ft2の3度目の単独アリーナツアー。

### 概要
2011年2月12日の国立代々木第一体育館の昼公演の途中、同年5月にエイベックスからCDデビューすることが発表された。

### 日程
| 公演日         | 開演時間 | 会場                                    |
| -------------- | -------- | --------------------------------------- |
| 2010年12月28日 | 18:00    | 名古屋市総合体育館 （日本ガイシホール） |
| 2010年12月29日 | 14:00    | 名古屋市総合体育館 （日本ガイシホール） |
| 2010年12月29日 | 18:00    | 名古屋市総合体育館 （日本ガイシホール） |
| 2011年1月6日   | 14:00    | 大阪城ホール                            |
| 2011年1月6日   | 18:00    | 大阪城ホール                            |
| 2011年1月7日   | 14:00    | 大阪城ホール                            |
| 2011年2月11日  | 14:00    | 国立代々木競技場 第一体育館             |
| 2011年2月11日  | 18:00    | 国立代々木競技場 第一体育館             |
| 2011年2月12日  | 14:00    | 国立代々木競技場 第一体育館             |
| 2011年2月12日  | 18:00    | 国立代々木競技場 第一体育館             |